# 참갈겨니
참갈겨니는 대한민국에만 서식하는 고유종 담수어이다. 몸길이는 13~20cm 정도로, 피라미와 비슷하나 머리가 크며 측면에 세로띠가 그어져 있다. 동속에 속해 있는 갈겨니와 흡사한 외형을 갖고 있어서 2005년까지 같은 종으로 분류되었으나 2005년 다른 종임이 확인되었다. 갈겨니와는 달리 눈동자 위쪽이 붉은색을 띄지 않는다.